# Mittenwalde
Mittenwalde là một đô thị thuộc huyện Dahme-Spreewald, bang Brandenburg, Đức. Đô thị Mittenwalde có diện tích 98,48 km², dân số thời điểm 31 tháng 12 năm 2006 là 8684 người.
Đô thị này cách Berlin.